# Еколошки колонијализам
Еколошки колонијализам подразумева премештање еколошки штетних и застарелих технологија из развијених земаља у земље у развоју.

## Земље у развоју
Земље у развоју јесу земље света које су у најтежем економском положају, ниске продуктивности и технолошког развоја, великих економских дугова и ниског стандарда становништва, велике незапослености, што привлачи стране инвеститоре из развијенијих земаља. 

## Развијене државе
Развијене државе користећи јефтину радну снагу и природне ресурсе, премештају своју застарелу или "прљаву" технологију у земље у развоју, често не поштујући еколошке стандарде земаља у развоју. У настојању да оствари бољи и већи животни стаандард, човек све више исцрпљује и уништава природне ресурсе и екосистеме, а да за то и често не мари. Загађени су ваздух, вода, често и земљиште, а самим тим и храна. Загађење животне средине један је од најозбиљнијих проблема земаља у развоју.